# Osterwieck
Osterwieck (hist. Seligenstadt) − miasto w Niemczech, w kraju związkowym Saksonia-Anhalt, w powiecie Harz. Najbardziej na zachód położona gmina kraju związkowego.
1 stycznia 2010 do miasta przyłączono następujące gminy: Aue-Fallstein, Berßel, Bühne, Lüttgenrode, Rhoden, Schauen i Wülperode.

## Współpraca
Miejscowości partnerskie:
- Ardouval, Francja
- Hornburg, Dolna Saksonia
- Les Grandes-Ventes, Francja
- Saint-Hellier, Francja